# Кемеровський державний університет
Кемеровський державний університет (рос. Кемеровский государственный университет) — класичний заклад вищої освіти в російському Кемерово, заснований у 1953 році.
Член Асоціації класичних університетів Росії.

## Історія
Законодавчою основою для відкриття 1 вересня 1953 року Кемеровського державного педагогічного інституту були Постанови Ради міністрів СРСР від 11 серпня 1952 року та Ради міністрів РРФСР від 19 серпня 1952 року.
У 1953 році педінститут мав 2 факультети: філологічний та фізико-математичний.
1954 — відкрите історичне відділення на історико-філологічному факультеті.
1957 — розпочато будівництво нового навчального корпусу.
1962 — відкритий факультет іноземних мов.
1963 — створено хіміко-біологічний факультет.
У 1964 році відкрито факультет фізичного виховання, відбувся поділ фізико-математичного факультету на два самостійних: фізичний і математичний, а також поділ історико-філологічного факультету на два: російської мови і літератури та історії і суспільствознавства.
1965 —захищено перші докторських дисертацій.
1970 — відкрите підготовче відділення (робітфак).
За 20 років університет розщирився до 8 факультетів: математичний, фізичний, філологічний, історичний, дошкільний, фізичного виховання, романо-германської філології, хіміко-біологічний.
Кемеровський державний університет був заснований 1 січня 1974 року згідно Постанови Ради міністрів СРСР від 22.02.1973 р. № 122, Постановою Ради міністрів РРФСО від 02.03.1973 року № 112 та Наказом Мінвузу РРФСР від 06.04.1973 року № 136 на базі Кемеровського державного педагогічного інституту.
На підставі наказу № 80 від 14.02.1974 р Міністерства вищої і середньої спеціальної освіти РРФСР ректором Кемеровського державного університету був призначений доктор хімічних наук, професор Володимир Михайлов.
У перший рік роботи університету функціонувало 10 факультетів: математичний, фізичний, хімічний, біологічний, історичний, філологічний, економіко-правовий, романо-германської філології, фізвиховання, дошкільний.
У 1974 році відкрито новий корпус університету.
У 1978 рік економіко-правовий факультет був розділений на два: економічний і юридичний.
17 січня 1980 року відбулося урочисте відкриття 1-го корпусу. У 1980 році закінчилося будівництво блоку поточних аудиторій і корпусу гуманітарних факультетів.
1983 — до КемДУ приєднано Кемеровську філію ХТРЕІУ (Всесоюзний фінансово-економічний інститут).
У 1984 році Рада міністрів СРСР і Всесоюзна центральна рада професійних спілок прийняли Постанову визнати переможцем і нагородити перехідним Червоним Прапором колектив КемДУ.
1989 — відкрито Центр здоров'я.
1990 — створено Міжгалузевий регіональний центр підвищення кваліфікації та перепідготовки кадрів при КемДУ.
У 1995 році відкрито соціально-психологічний факультет.
2003 — відкрито факультет політичних наук та соціології.
У 2013 році шляхом реорганізації до КемДУ була приєднана Кузбаська державна педагогічна академія.
У грудні 2017 року КемДУ отримав статус університетського центру інноваційного, технологічного і соціального розвитку регіону.
1 лютого 2018 року Кемеровський технологічний інститут харчової промисловості приєднаний до КемДУ як структурний підрозділ.

## Структура

### Інститути
- Інститут біології, екології та природних ресурсів (ІБЕПР)
- Інститут історії і міжнародних відносин (ІІіМО)
- Інститут освіти (ІС)
- Соціально-психологічний інститут (СПі)
- Інститут інженерних технологій (ІІТ)
- Технологічний інститут харчової промисловості (ТІХП)
- Факультет фізичної культури і спорту (ФФіС)
- Інститут філології, іноземних мов і медіакомунікацій (ІФІЯМ)
- Інститут фундаментальних наук (ІФН)
- Інститут економіки і управління (ІЕіУ)
- Юридичний інститут (ЮІ)

### Філії
- Новокузнецький інститут (філія) Кемеровського державного університету[4]

Розташований у місті Новокузнецьк. Навчаються понад 5000 осіб за більш ніж 50 напрямками (в тому числі за педагогічним 3400
- Анжеро-Судженський філія Кемеровського державного університету (Анжеро-Судженськ)
- Бєловский інститут (філія) Кемеровського державного університету (Бєлово).